# Gogol Bordello
Gogol Bordello is een gypsy-punkband uit New York (hoewel de leden bijna allemaal vanuit Oost-Europa zijn geïmmigreerd). Gogol Bordello mengt muziek uit Oost-Europa (Balkan, klezmer, zigeuner) met punk. Frontman van Gogol Bordello is Eugene Hütz. Gogol Bordello zit bij het punklabel SideOneDummy.

## Geschiedenis
Eugene Hütz is de oprichter van Gogol Bordello. Toen hij 14 jaar oud was werden hij en zijn familie geëvacueerd in verband met de kernramp van Tsjernobyl. Via West-Oekraïne, Polen, Hongarije, Oostenrijk en Italië kwam hij in New York. Daar ontmoette hij andere Oost-Europeanen. Met hen richtte hij in 1999 Gogol Bordello op. Naast de standaard instrumenten als zang, drum, gitaar zaten er ook gypsy instrumenten in Gogol Bordello, zoals een viool, accordeon en blaasinstrumenten. In 2001 brengen ze hun debuutalbum uit: Voi-la Intruder. Van dat album was Start wearing purple de eerste single. De tweede single was Not a Crime. In 2002 bracht Gogol Bordello een tweede album uit: Multi Kontra Culti vs. Irony. Door dit album werd de band ook bekend in Europa. Ze gaan op tournee door Europa.
In 2005 werd hun succesvolste album tot nu toe uitgebracht: Gypsy Punk. Hun meest recente album is Trans-Continental Hustle, dat is uitgegeven in 2010.
In 2012 werd het nummer The sun comes up gebruikt voor de Nederlandse speelfilm De Marathon.

## Bezetting
- Eugene Hütz (zang, akoestische gitaar, percussie) - Oekraïne
- Sergey Ryabtsev (viool, achtergrondzang) - Rusland
- Yuri Lemeshev (accordeon, achtergrondzang) - Rusland
- Oren Kaplan (gitaar, achtergrondzang) - Israël
- Thomas Gobena (basgitaar, achtergrondzang) - Ethiopië
- Eliot Ferguson (drums, achtergrondzang) – Florida, USA
- Pamela Jintana Racine (percussie, achtergrondzang, danseres) - Thais-Canadees
- Elizabeth Sun (percussie, achtergrondzang, danseres) - Chinees-Schots

Eugene Hütz is ook een Balkan Beats-dj. Zo draaide hij bijvoorbeeld op Lowlands.

## Trivia
Op  Live Earth (7 juli 2007) vergezelden Eugene Hütz en Sergey Ryabtsery Madonna tijdens La Isla Bonita. Hiervoor moesten ze hun optreden op T in the Park afzeggen.

## Albums
- Voi-La Intruder – 1999. Rubric Records.
- Multi Kontra Culti vs. Irony - september 2002. Rubric Records.
- East Infection - januari 2005. Rubric Records.
- Gypsy Punks: Underdog World Strike - augustus 2005. SideOneDummy Records.
- Gypsy Punks: Underdog World Strike - 2 Disc  - maart 2006.
- Multi Kontra Culti vs. Irony + East Infection - december 2006.
- Super Taranta! - juli, 2007. SideOneDummy Records.
- Trans-Continental Hustle - april, 2010. Columbia / American Recordings/Sony
- Pura Vida Conspiracy - juli, 2013.
- Hiders & Seekers - 25 augustus, 2017

## Film
- De Marathon Gogol Bordello verzorgt de volledige soundtrack [NL]
- Kill Your Idols, een documentaire over No wave, met daarin beelden van Gogol Bordello.
- Wristcutters A Love Story In deze film verzorgt Gogo Bordello de film muziek en is een van de hoofdrollen gebaseerd op Eugene Hutz vertolkt door Shea Whigham
- Everything Is Illuminated  waarin Eugene Hutz een van de hoofdrollen speelt.
- Filth & Wisdom waar Eugene Hutz een van de hoofdrollen speelt (Geregisseerd en geschreven door Madonna)